# Suanjing shi shu
Die Suànjīng shí shū (chinesisch 算經十書 / 算经十书 – „Rechenkanon in zehn Büchern“, auch: Zehn mathematische Klassiker) sind eine Sammlung von Mathematikbüchern, die zu Beginn der Tang-Dynastie auf Befehl des Kaisers Tang Gaozu (regierte  618 bis 626) von dem Mathematiker Li Chunfeng und Kollegen mit Bemerkungen versehen neu herausgegeben wurden. Sie bildeten später die Basis für Staatsprüfungen von Beamten in China. Zuvor hatte sich ein kaiserlicher Astronom (Wang Sibian) über die Mängel der vorhandenen Ausgaben beschwert. Eine erste Druckausgabe (Xylographie) erschien auf kaiserliche Anordnung 1084, eine zweite 1213. Von der ersten Druckausgabe von 1084 ist kein Exemplar erhalten, da die Palastarchive bei der Belagerung von Kaifeng 1126 verstreut wurden. Der Nachdruck 1213 gelang unter dem Gelehrten Bao Huanzhi nur unter großen Mühen. Die Sammlung geriet im Lauf der folgenden Jahrhunderte wieder in Vergessenheit, bis Ende des 18. Jahrhunderts Gelehrte wie der Mathematiker Dai Zhen (1724–1777) und Kong Jihan (1739–1784) erneut eine Ausgabe besorgten (Weiboxie-Ausgabe 1773, Wuying-dian-Ausgabe 1775 bis 1794).
Zu den „Zehn Klassikern“ (in Wirklichkeit sind es 12) gehören:
- Zhoubi suanjing (周髀算經 / 周髀算经 – „Arithmetischer Klassiker des Zhou-Gnomons“), ein in erster Linie astronomischer Text mit mathematischen Problemen, unter denen der Satz des Pythagoras vorkommt. Er enthält kosmologische Spekulationen über die Größe des Universums. Er wird häufig in die Zeit 100 v. Chr. bis 100 n. Chr. datiert (Han-Dynastie).

- Jiu Zhang Suanshu (九章算術 / 九章算术 – „Neun Bücher arithmetischer Technik“), der wichtigste mathematische Text der Sammlung. Er gilt als der mathematische Klassiker der Chinesen und ist eine Problemsammlung (ohne Beweise im eigentlichen Sinn, aber mit Angabe der Lösung und Aufzeigen des Lösungswegs). Er wird häufig um die Zeit um 200 v. Chr. datiert.

- Haidao suanjing (海島算經 / 海岛算经 – „Mathematisches Handbuch der Seeinsel“) von Liu Hui (263 n. Chr.) als Teil eines Kommentars zu den „Neun Büchern“ geschrieben. Er handelt von Landvermessungsaufgaben.

- Sunzi suanjing (孫子算經 / 孙子算经 – „Mathematisches Handbuch des Sunzi“), Sun Zi lebte im 5. Jahrhundert, über ihn ist aber sonst nichts bekannt.[1] Eine Aufgabensammlung wie die „Neun Bücher“, im Allgemeinen sind die Aufgaben aber einfacher. Eine Aufgabe beinhaltet den Chinesischen Restsatz.

- Wucao suanjing (五曹算經 / 五曹算经 – „Mathematisches Handbuch für die fünf Verwaltungsabteilungen“) ist ein Lehrbuch für angehende Staatsdiener, möglicherweise aus dem 5. Jahrhundert.

- Xiahou Yang suanjing (夏侯陽算經 / 夏侯阳算经 – „Mathematisches Handbuch des Xiahou Yang“), eines Mathematikers des 5. Jahrhunderts, über den sonst nichts bekannt ist. Das Buch ist eine Aufgabensammlung, die aber gegenüber seinen Vorgängern nichts Neues bringt.

- Zhang Qiujian suanjing (張邱建算經 / 张邱建算经 – „Mathematisches Handbuch des Zhang Qiujian“), eine Aufgabensammlung ähnlich den Neun Büchern aus der Zeit von 468 bis 486.

- Wujing suanshu (五經算術 / 五经算术 – „Mathematische Methoden in fünf Klassikern“), ein Kommentar zu mathematischen Problemen (wie Kalenderfragen) in fünf nicht-mathematischen klassischen Büchern.

- Jigu suanjing (緝古算 / 缉古算经), eine Sammlung von 20 Problemen (zum Beispiel aus dem Deich- und Kanalbau) von Wang Xiaotong, einem Mathematiker des 7. Jahrhunderts.

- Shushu jiyi (數術記遺 / 数术记遗 – „Bemerkungen über Überlieferungen arithmetischer Methoden“). In dem Buch wird behauptet, dass der Autor der Mathematiker Xu Yue (um 160 bis um 227) sei, ein Schüler des Kalenderfachmanns Liu Hong am Kaiserlichen Observatorium, der auch einen Kommentar zu den Neun Büchern geschrieben haben soll. Die Autorschaft wurde aber in der Literatur bezweifelt. In dem Text werden ältere Rechenmethoden erläutert, unter anderem mit Versionen des Abakus, und Zehnerpotenzen zur Darstellung großer Zahlen eingeführt. Der Text ist vermischt mit religiösen (buddhistischen und daoistischen) Bemerkungen.

- Zhui shu (綴術 / 缀术 – „Methode der Interpolation“) von Zu Chongzhi aus dem 5. Jahrhundert. Das Buch ist nicht erhalten, wahrscheinlich weil seine Mathematik zu fortgeschritten für die Beamtenkandidaten war. Zu Chongzhi soll der erste chinesische Mathematiker gewesen sein, der das korrekte Volumen einer Kugel angab, und ähnliche Probleme waren wahrscheinlich in dem Buch.

- Sandeng shu („Kunst der drei Grade“). Von Dong Quan aus dem 6. bis 7. Jahrhundert, über Notation für große Zahlen.